# Boris Tsygan
Boris L. Tsygan, russisch Борис Цыган (*  1958) ist ein russischer Mathematiker, der in den USA wirkt und sich mit Algebra befasst.
Tsygan wurde 1987 an der Lomonossow-Universität bei Yuri Manin promoviert. Er lehrte an der Pennsylvania State University und ist Professor an der Northwestern University.
Tsygan führte Anfang der 1980er Jahre unabhängig von Alain Connes zyklische Kohomologie ein, die eine wichtige Invariante der nichtkommutativen Geometrie ist. Er befasste sich früh mit Boris Lwowitsch Feigin in Russland mit nichtkommutativer Geometrie.

## Schriften (Auswahl)
- mit Joachim Cuntz, Georges Skandalis: Cyclic Homology in Non-Commutative Geometry, Springer 2004
- mit R. Nest: On the cohomology ring of an algebra, in: Advances in Geometry, Progress in Mathematics, 172, Birkhäuser, 1997, S. 337–370, Arxiv
- mit Paul Bressler, Ryszard Nest: Riemann-Roch theorems via deformation quantization 1,2, Advances in Mathematics, Band 167, 2002, S. 1–25, 26–73, Teil 1, Arxiv 1999, Teil 2, Arxiv 2000
- mit V. Dolgushev, D. Tamarkin: Noncommutative calculus and the Gauss-Manin connection, in: Higher structures in geometry and physics, Progr. Math., 287, Birkhäuser/Springer, New York, 2011, S. 139–158, Arxiv
- Noncommutative Calculus and Operads, Arxiv 2012 (Vorlesungen Hebräische Universität 2009/10)